# 羊飼いと風船
『羊飼いと風船』（ひつじかいとふうせん、原題：气球、英語題：Balloon）は、チベットの作家・映画監督ペマ・ツェテン の映画作品。監督自身の小説を映画化したもので、日本では第20回の東京フィルメックスにおいて『気球』の邦題で上映され、監督の3度目となる最優秀作品賞を受賞。

2021年1月22日公開で、日本では監督初の一般公開作品となる。

## ストーリー
チベットの草原地帯アムド。牧畜を営む働き盛りのタルギェは、妻ドルカル、老父、中学生ジャムヤンを筆頭に3人の男児と共に暮らしている。この頃のチベットは近代化が進み、中国の一人っ子政策の波が押し寄せていた。
ある日、長男ジャムヤンが通う中学校に、尼僧になったドルカルの妹シャンチェが彼の帰りを待っている。そこを教師のタクブンジャガが通りかかり声を掛けるが、気まずい空気が漂う。二人は元恋人で、タクブンジャはシャンチェに自分の著作である小説『風船』を渡す。
ドルカルは診療所を訪れ、女先生に避妊手術をしたいと相談し、来月に手術することを決める。
尼僧シャンチェは仏法を広めるための寄付集めで帰省していて、タクブンジャから貰った本のことで、姉ドルカルと言い合いになる。ドルカルは妹を捨て尼に追いやった彼をまだ許しておらず、タクブンジャにその本を突き返す。
タルギェが友人宅で酒を飲んでいると、老父死去の電話が入る。急いで帰宅すると、大勢の僧侶による読経が行われ、夜明けには遺体を火葬場に運ぶ。
タルギェが高僧に「父の転生」について尋ねると、高僧から「まもなく家族に転生する」と告げられる。
再び診療所を訪れ検査を受けたドルカルは、妊娠を告げられる。女先生からは罰金を理由に堕胎を勧められ、一方タルギェは「父の生まれ変わり」と喜ぶ。
しかし、労働と子どもの世話で疲れ切っているドルカルの腹は決まっていて、堕胎のため診療所に向かう。すると分娩台にいるドルカルの元に血相を変えたタルギェ父子が駆け込んできた（手術が行われたか否かは不明）。老父の喪が明けシャンチェが寺に戻る時、ドルカルも一緒に車に乗り込んだ（行き先も目的も不明）。
羊を売りに町に出たタルギェは、風船を二つ買って帰り、子どもは喜び風船で遊ぶが、一つはすぐに割れ、もう一つは手を離れ空高く飛んでいった。

## 出演
- ドルカル - 索朗旺姆（ソナム・ワンモ）
- タルギェ - 金巴（ジンパ）
- シャンチェ・ドルマ - 楊秀措（ヤンシクツォ）

## スタッフ
- 監督・脚本・原作：ペマ・ツェテン
- 撮影：呂松野（リュ・ソンイェ）
- 編集：廖慶松（リャオ・チンソン）、金鏑

## 受賞
- 第20回東京フィルメックス：最優秀作品賞 受賞
- 第55回シカゴ国際映画祭：最優秀脚本賞 受賞
- 第2回海南島映画祭：最優秀映画賞 受賞[4]。。

## 参考
- 「羊飼いと風船」オフィシャルサイト
- 第20回東京フィルメックス 東京フィルメックス・コンペティション  『気球』 Balloon